# Salacia conrauii
Salacia conrauii är en benvedsväxtart som beskrevs av Ludwig Eduard Theodor Loesener. Salacia conrauii ingår i släktet Salacia och familjen Celastraceae. Inga underarter finns listade.